# Аттеншвиллер
Аттеншви́ллер (фр. Attenschwiller) — коммуна на северо-востоке Франции в регионе Гранд-Эст (бывший Эльзас — Шампань — Арденны — Лотарингия), департамент Верхний Рейн, округ Мюлуз, кантон Сен-Луи. До марта 2015 года коммуна административно входила в состав упразднённого кантона Юненг (округ Мюлуз).
Площадь коммуны — 5,11 км², население — 872 человека (2006) с тенденцией к росту: 917 человек (2012), плотность населения — 179,5 чел/км².

## Население
Население коммуны в 2011 году составляло 906 человек, а в 2012 году — 917 человек.
| 1962 | 1968 | 1975 | 1982 | 1990 | 1999 | 2006 | 2008 | 2011 | 2012 |
| ---- | ---- | ---- | ---- | ---- | ---- | ---- | ---- | ---- | ---- |
| 577  | 594  | 644  | 640  | 693  | 836  | 872  | 882  | 906  | 917  |

Динамика населения:

## Экономика
В 2010 году из 602 человек трудоспособного возраста (от 15 до 64 лет) 460 были экономически активными, 142 — неактивными (показатель активности 76,4%, в 1999 году — 71,4%). Из 460 активных трудоспособных жителей работали 438 человек (242 мужчины и 196 женщин), 22 числились безработными (11 мужчин и 11 женщин). Среди 142 трудоспособных неактивных граждан 25 были учениками либо студентами, 51 — пенсионерами, а ещё 66 — были неактивны в силу других причин.
На протяжении 2011 года в коммуне числилось 373 облагаемых налогом домохозяйства, в которых проживало 906 человек. При этом медиана доходов составила 34 656 евро на одного налогоплательщика.